# Florentyna (Grande-Pologne)
Pour les articles homonymes, voir Florentyna.
Florentyna est une localité polonaise de la gmina de Żelazków, située dans le powiat de Kalisz en voïvodie de Grande-Pologne.